# Kleine Polder (Delfzijl)
De Kleine Polder is een voormalig waterschap in de provincie Groningen.
De polder lag ten noorden van het treinstation van Delfzijl ingeklemd tussen de zeedijk en de spoorbaan. Het molentje van het schap stond in de zuidwestelijk hoek die uitsloeg op een sloot die uitmondde in de bermsloot van de zeedijk. De polder werd alleen 's zomers bemalen, 's winters stond hij meestal onder water. 
Waterstaatkundig gezien ligt het gebied tegenwoordig binnen dat van het waterschap Noorderzijlvest.